# Гілтон Валентайн
Гілтон Валентайн (англ. Hilton Valentine; 21 травня 1943 — 29 січня 2021) — британський музикант, відомий в першу чергу як гітарист оригінального складу гурту The Animals.

## Біографія
Валентайн народився в Нортшилдсі, Нортумберленд. У дитинстві захоплювався скіфлом. 1956 року, коли йому було 13 років, мати купила йому першу гітару. Свої перші акорди Гілтон вивчив завдяки книзі "Teach Yourself A Thousand Chords і тоді ж сформував свій перший гурт, яка називалася Heppers. Коли музиканти грали в місцевих клубах, журналісти охрестили їх як «молодий, але перспективний скіффл-гурт». 1959 року The Heppers, перейменувавшись на Wildcats, стали грати рок-н-рол. Валентайн тоді грав на гітарі Futurama III, експортом якої у Великій Британії займалася компанія Selmer. Його наступною гітарою стала Burns Vibra-Artiste, куплена в 1960—1961 роках. The Wild Cats були популярними на території Тайнсайду, де було багато танцювальних і церковних залів, чоловічих робітничих клубів та інших публічних закладів. В цей час вони вирішили записали альбом  Sounds of the Wild Cats. 1963 році почав формуватися гурт The Animals. Тоді Чес Чендлер почув про віртуозного гітариста Гілтона Валентайна і вирішив запросити його до створюваного колективу під назвою Alan Price Combo. На той момент Ерік Бердон вже був у складі гурту, а Джон Стіл приєднався вже після приходу Гілтона. Надалі гурт змінив назву на The Animals.
Тоді як The Animals пам'ятають за вокал Бердона або гру Прайса на клавішних, Валентайна відзначають за його арпеджіо на електрогітарі в пісні «The House of the Rising Sun», яка в свій час надихнула безліч початківців гітаристів. Його він виконав на гітарі Gretsch Tennessean, яку купив у Ньюкаслі на початку 1962 року, коли ще грав у складі The Wild Cats і використовував підсилювачі Selmer. Пізніше в 1964 Адольф Рікенбакер подарував йому гітару Rickenbacker Rose Morris для використання разом з 12-струнною моделлю.
Валентайн продовжував грати і записуватися з The Animals аж до розпаду оригінального складу у вересні 1966 року. Після цього Валентайн перебрався в Каліфорнію і записав сольний альбом All In Your Head, спродюсований Віком Бриггсом, а в наступні роки, повернувшись до Великої Британії, брав участь у різних возз'єднаннях The Animals.
1994 року Валентайн, нарівні з Еріком Бердоном, Чесом Чендлером, Аланом Прайсом і Джоном Стілом був уведений до Зали слави рок-н-ролу. У травні 2001 року Гілтон разом з іншими музикантами Animals отримав зірку на Голлівудській алеї слави. 2004 року він випустив альбом It's Folk 'n' Skiffle, Mate!.
У жовтні 2009 року Валентайн разом зі своїм сольним проєктом Skiffledog дав ряд концертів у Новій Англії, в Нью-Йорку і Південній Кароліні. Також від лютого 2007 до листопада 2008 року Валентайн гастролював з Еріком Бердоном. На початку 2009 року він зробив два демозаписи, які виклав на своїй сторінці в MySpace.
2011 року Гілтон Валентайн випустив альбом Skiffledog on Coburg Street і різдвяний альбом Merry Skifflemas!, записаний спільно з колишнім учасником гурту Peter Jay and the Jaywalkers, Пітером Міллером.
До самої своєї смерті проживав у Коннектикуті. 29 січня 2021 року дружина музиканта Жермен Валентайн повідомила про його смерть у віці 77 років.